# Kościół św. Mikołaja w Überlingen
Kościół św. Mikołaja (niem. Münster St. Nikolaus) – rzymskokatolicki kościół farny znajdujący się w niemieckim mieście Überlingen, noszący tytuł honorowy Münster. Największa gotycka świątynia w rejonie Jeziora Bodeńskiego.

## Historia
Najstarszym znanym obiektem sakralnym w tym miejscu jest kaplica rybacka z około 1000 roku. Po roku 1150 na jej miejscu wzniesiono romańską, trójnawową bazylikę, którą rozbudowano po roku 1280.  Budowę obecnej świątyni, którą ufundowała rada miejska, rozpoczęto od strony prezbiterium w roku 1350. W 1424 projekt wznoszonego kościoła został zmodyfikowany przez Hansa Dietmara do formy hali wzorowanej na Ulmer Münster czy kościele Świętego Krzyża w Schwäbisch Gmünd. W 1470 rozpoczęto budowę kaplic bocznych. Na początku XVI wieku ostatecznie zdecydowano się na układ bazylikowy poprzez obniżenie naw bocznych i podwyższenie nawy głównej pod okiem Christiana Wolgemuta. W latach 1524–1544 budowę wstrzymano z powodu trwającej Reformacji. Prace ukończono w roku 1576. Podczas renowacji w XIX wieku wymieniono część wyposażenia i wykonano nowe, neogotyckie okna prezbiterium.

## Architektura i wyposażenie
Świątynia gotycka, pięcionawowa, o układzie bazylikowym, z rzędami kaplic bo obu stronach świątyni. Posiada dwie wieże dostawione do boków prezbiterium – wyższą wieżę północną i niższą wieżę południową. Sklepienie sieciowe w II połowie XVI wieku zostało pokryte malowidłami przez Marxa Weißa. Renesansowy ołtarz główny na zlecenie rady miejskiej wykonał w latach 1613–1616 Jörg Zürn z Bad Waldsee z pomocą swojego ojca i trzech braci. Przedstawia on sceny Zwiastowania Pańskiego, Bożego Narodzenia, Ukrzyżowania Chrystusa i koronacji Najświętszej Maryi Panny, dekorują go również rzeźby świętych: Rocha, Sebastiana, Michała Archanioła, Mikołaja i Sylwestra. Zürn wykonał również dwa inne ołtarze: ołtarz Mariacki z lat 1607–1610, na cześć fundatora Junkera Erazma Betza znany również jako ołtarz Betza (niem. Betzaltar), oraz ołtarz Anioła Stróża z 1634, który jest ostatnim dziełem Zürna. Bracia Martin i David Zürnowie wykonali w 1640 ołtarz różańcowy, ufundowany w podzięce za przetrwanie szwedzkiego oblężenia. Wnętrze zdobi również późnogotycki ołtarz szafiasty autorstwa Hansa Ulricha Glöcklera poświęcony Krzyżowi Świętemu. Pięć pozostałych ołtarzy reprezentuje barok lub neogotyk. Późnogotycką ambonę wykonano w roku 1550. Łuk tęczowy zdobi fresk sądu ostatecznego, wykonany w 1720 roku przez Jacoba Carla Staudera. Tzw. małe organy Mariackie z 1761 roku pochodzą z warsztatu Johanna Philippa Seufferta z Würzburga. Organy na emporze są z kolei wspólnym dziełem miejscowych zakładów Mönch Orgelbau i Pfaff Orgelbau, składają się z trzech manuałów, pedału i 53 głosów. Na wieżach kościoła zawieszonych jest łącznie osiem brązowych dzwonów, siedem mniejszych wisi w wieży północnej, a największy dzwon Osanna – w południowej.
| Nr | Waga    | Średnica | Ton    | Rok odlania | Ludwisarz                |
| -- | ------- | -------- | ------ | ----------- | ------------------------ |
| 8  | 50 kg   | 42 cm    | cis''' | 1714        | Johann Baptist Ernst III |
| 7  | 90 kg   | 56 cm    | c'''   | 1200        | nieznany                 |
| 6  | 200 kg  | 68 cm    | f"     | 1300        | nieznany                 |
| 5  | 400 kg  | 84 cm    | h'     | 1577        | Hans Frey                |
| 4  | 1100 kg | 112 cm   | ges'   | 1609        | Ich. H. Lamprecht        |
| 3  | 2200 kg | 142 cm   | es'    | 1741        | Peter Ernst II           |
| 2  | 2800 kg | 157 cm   | d'     | 1585        | Hans Frey                |
| 1  | 6800 kg | 196 cm   | b°     | 1444        | Ulrich Snabelburg II     |

## Galeria

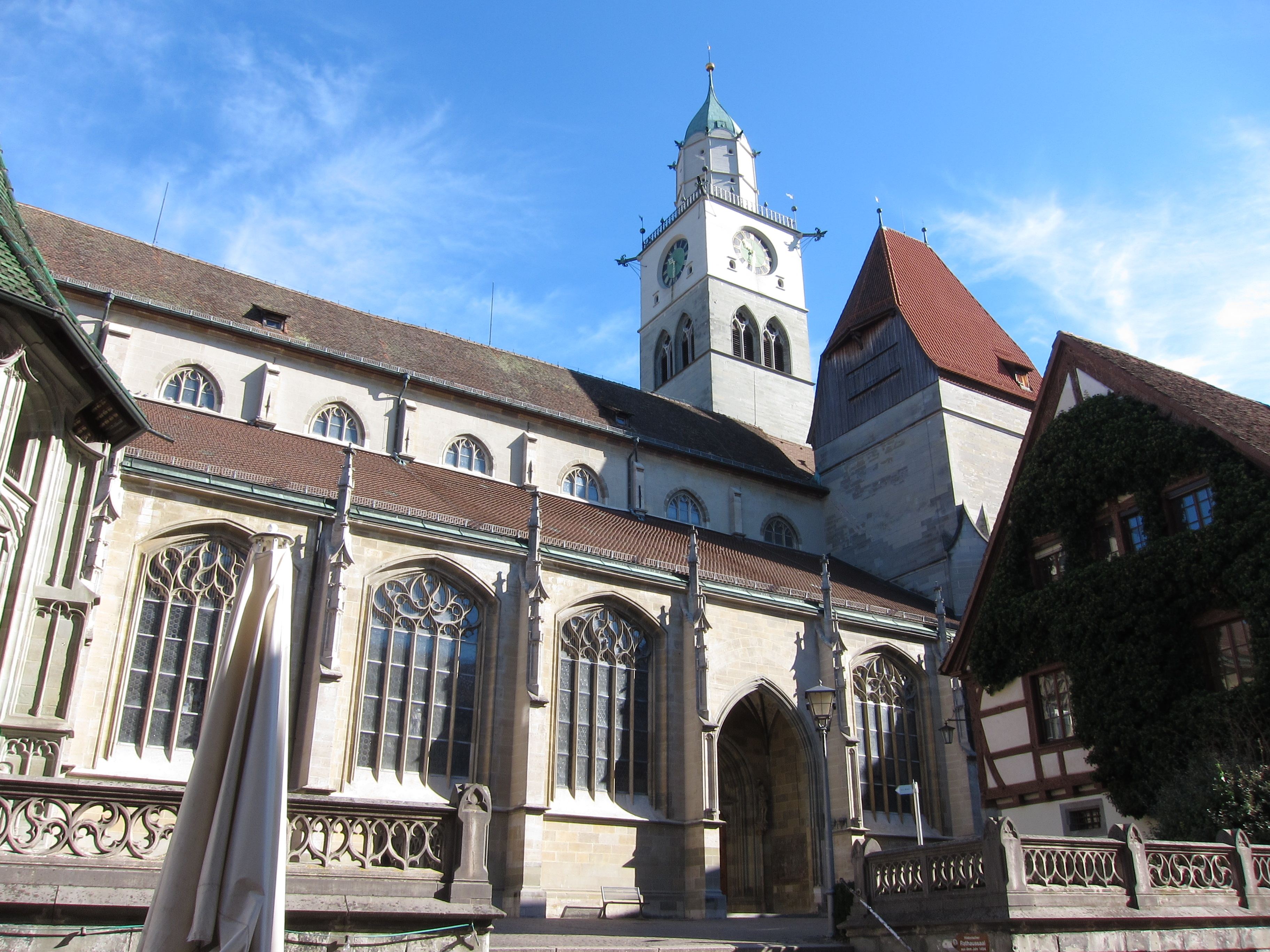
Widok z południa
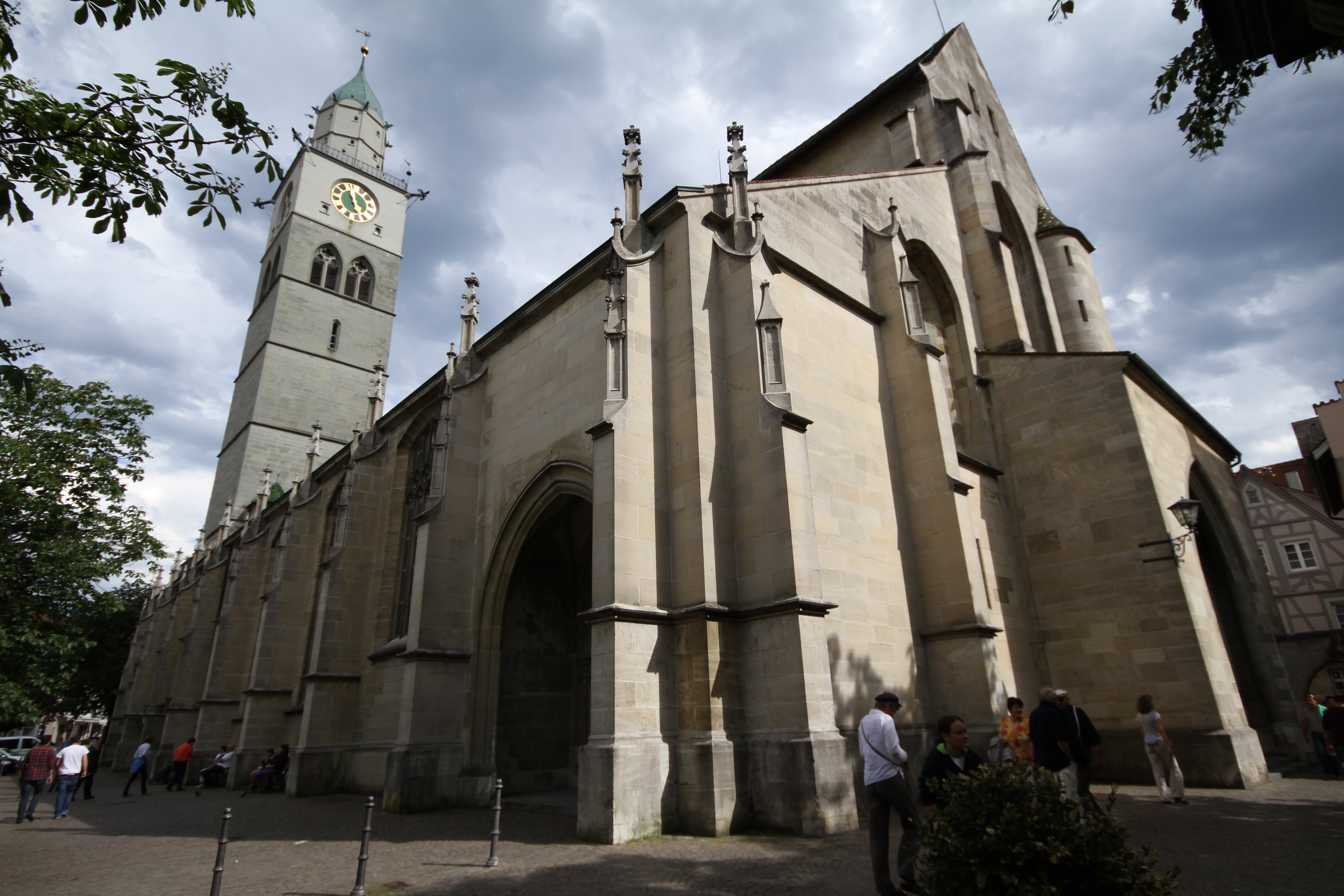
Widok z północnego zachodu
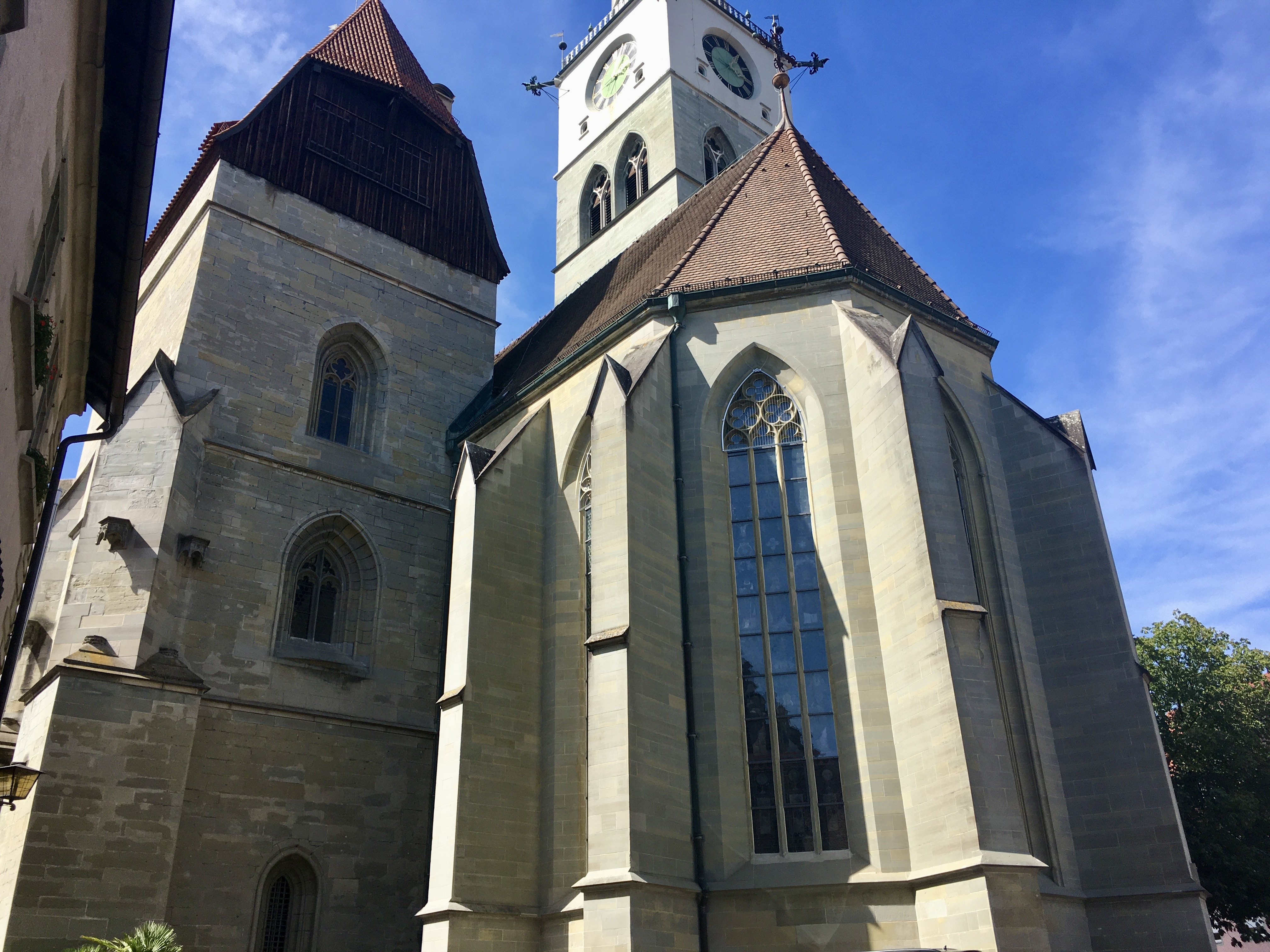
Absyda
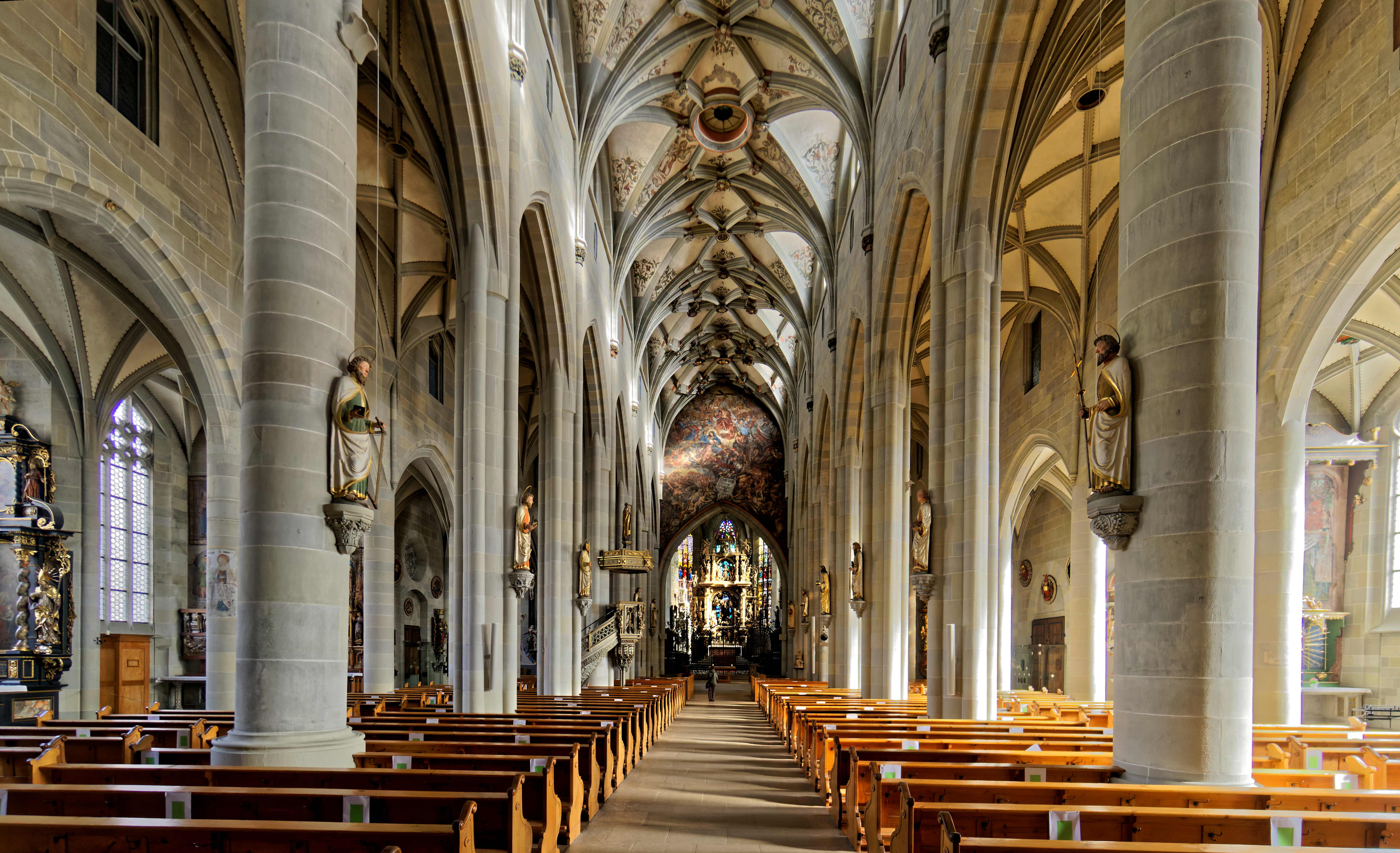
Wnętrze
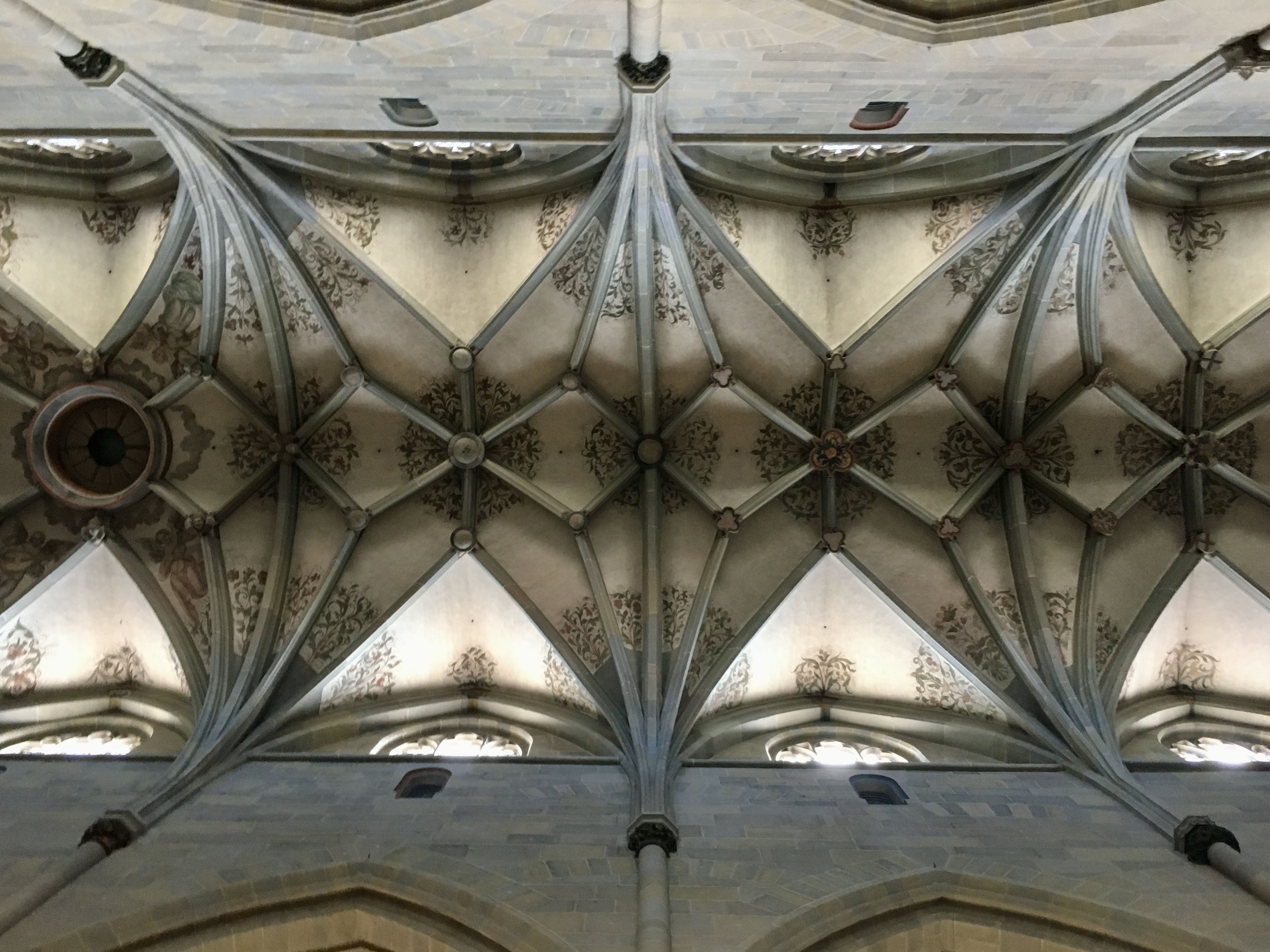
Sklepienie
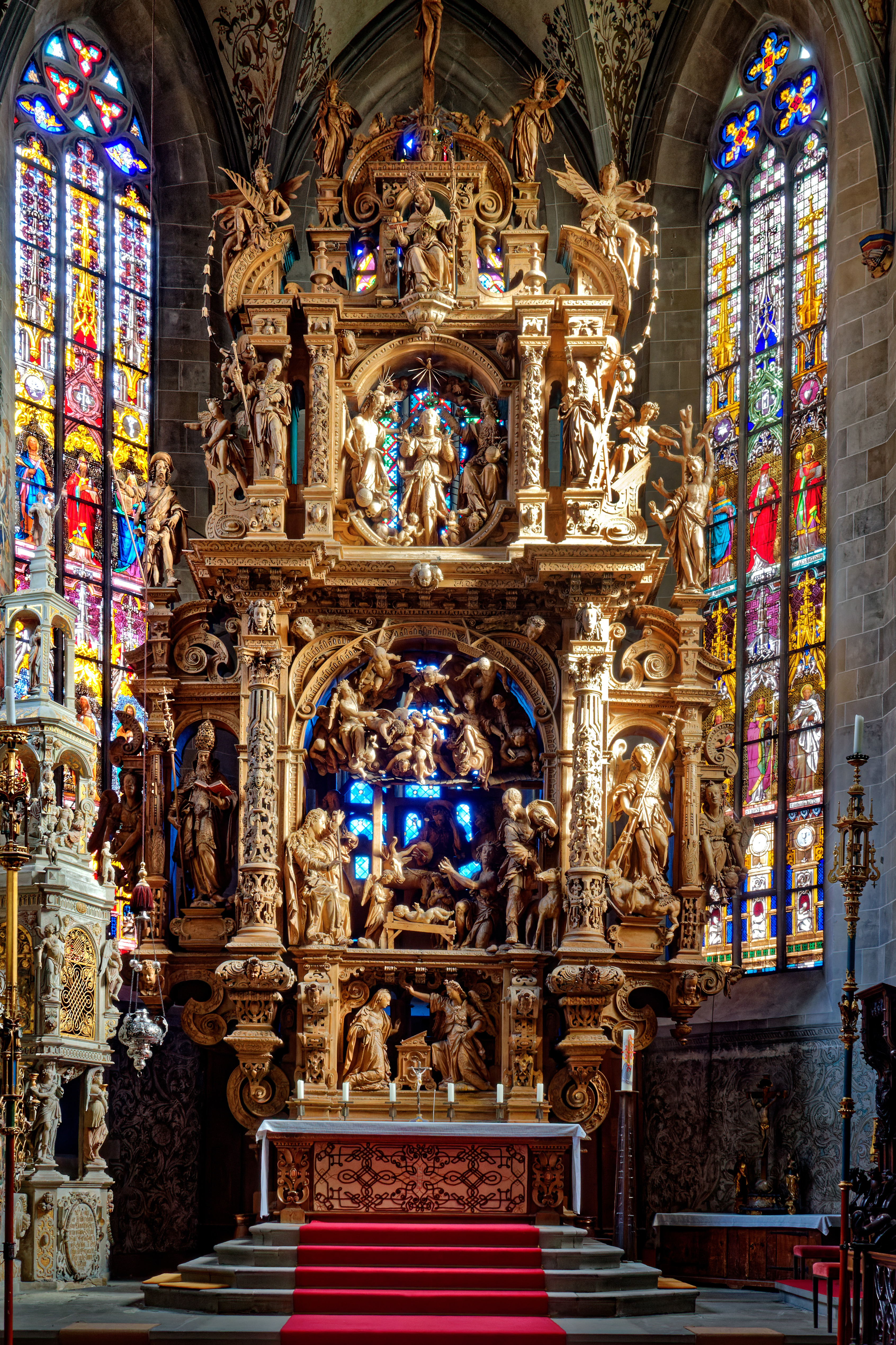
Ołtarz główny
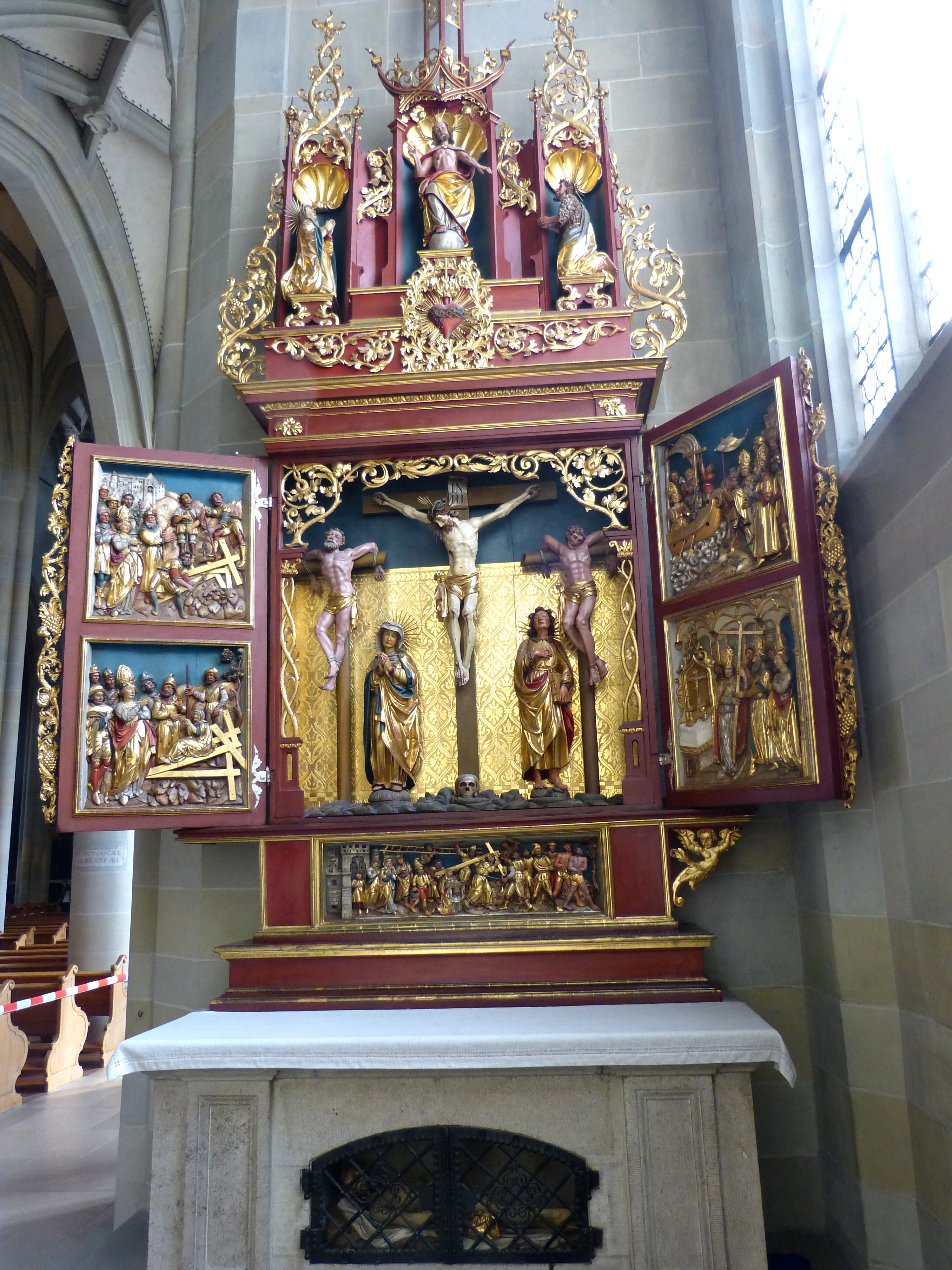
Ołtarz Glöcklera
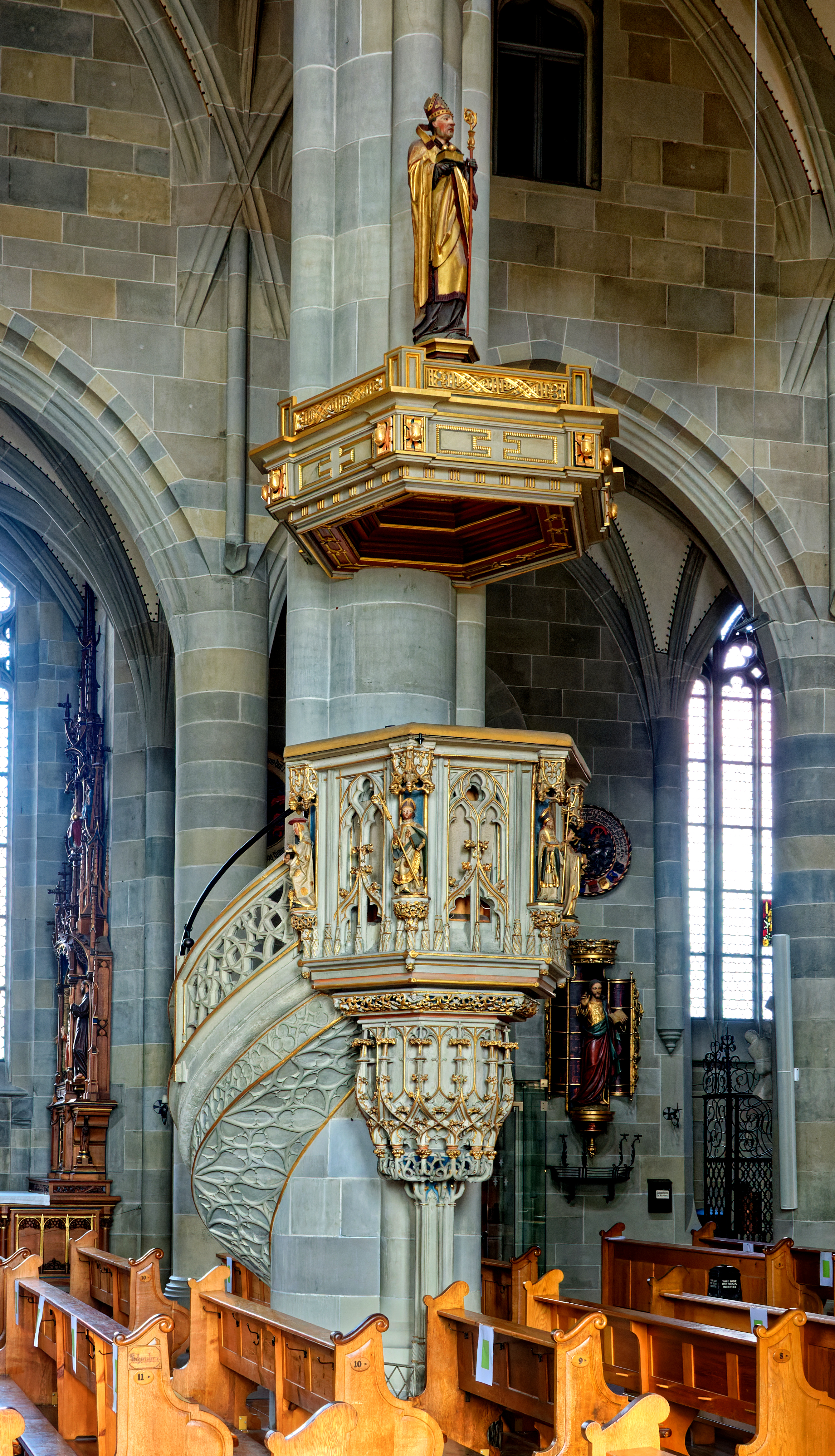
Późnogotycka ambona
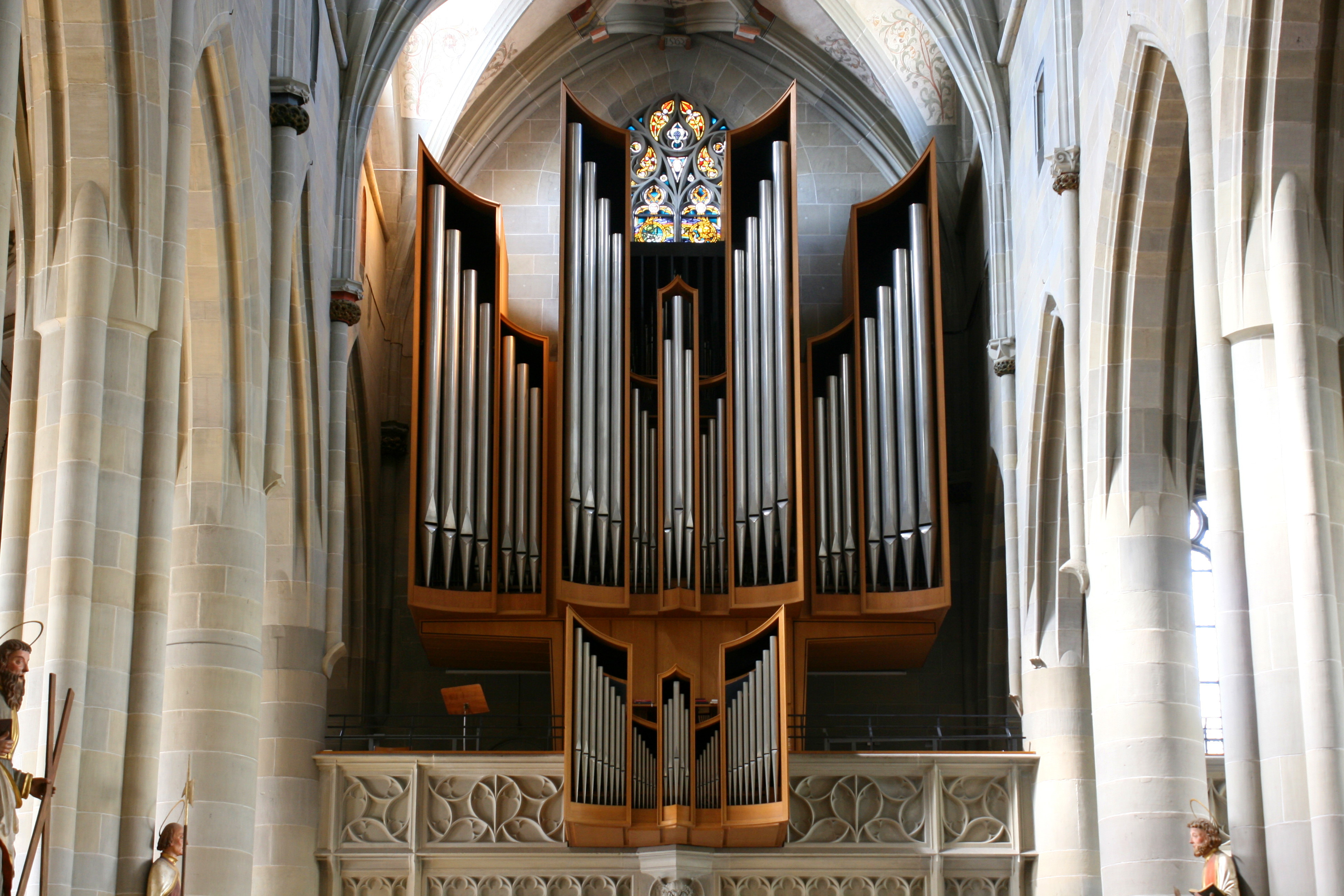
Organy z 1968
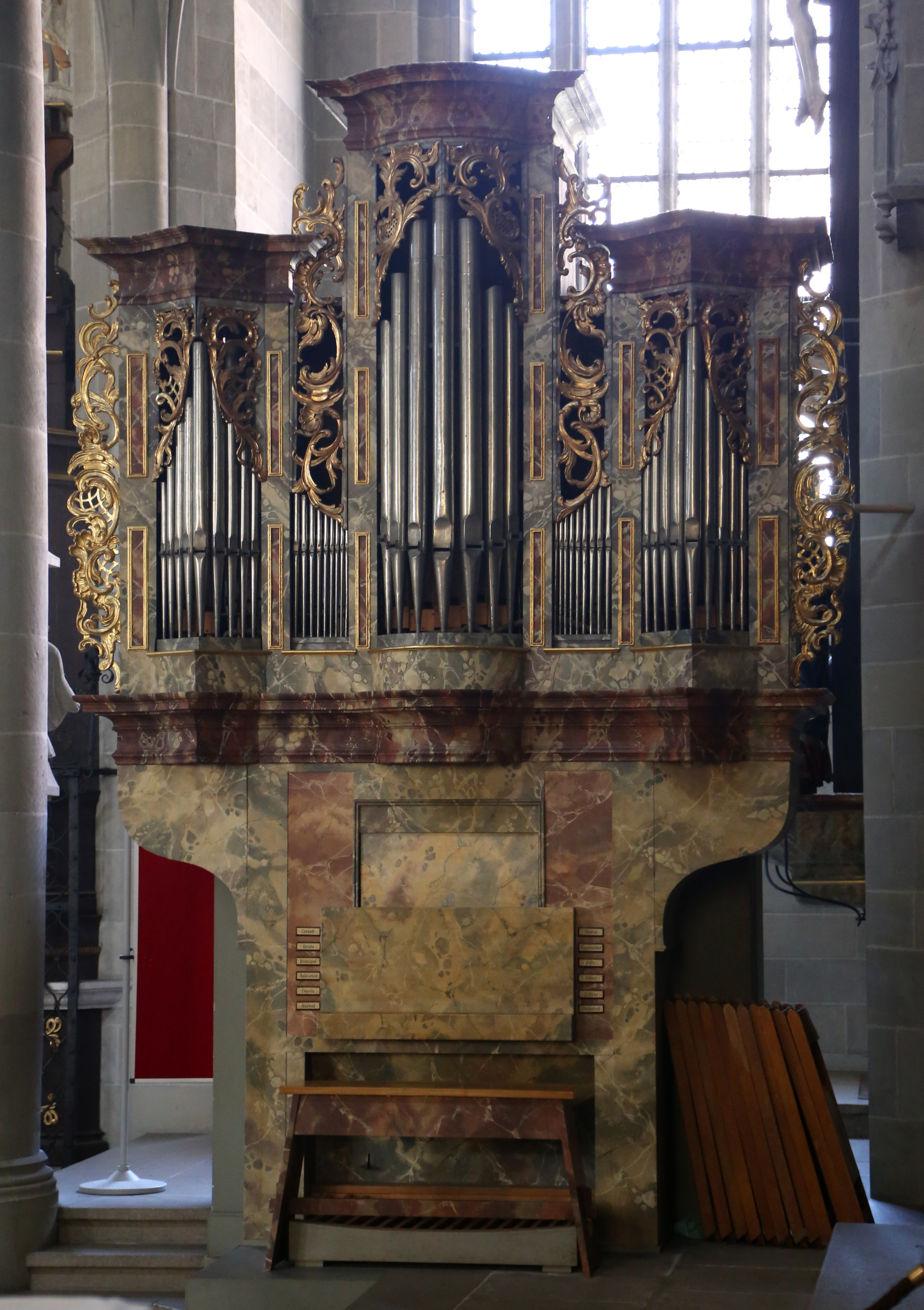
Organy Mariackie